# 中島みゆきライヴ! Live at Sony Pictures Studios in L.A.
『中島みゆきライヴ! Live at Sony Pictures Studios in L.A.』（なかじまみゆきライヴ! ライヴ アット ソニー ピクチャーズ スタジオ イン エルエー）は、2005年3月23日に発売された中島みゆきのライヴアルバムとライブ映像作品である。

## 解説
- 中島みゆきの2枚目のライヴアルバムであり、中島の作品としては初めてのSACDハイブリッド盤で、同名の映像作品と同時発売された。
- アメリカ・ロサンゼルスのソニー・ピクチャーズ・スタジオで、無観客で行われたスタジオライヴを収録したアルバムである。

## ライブ・アルバム

### 収録曲
- 全作詞・作曲：中島みゆき、編曲：瀬尾一三

1. この空を飛べたら - If I Could Take To The Sky[注 1]
2. 地上の星 - Earthly Stars (Unsung Song)
3. 土用波 - High Summer Waves
4. 銀の龍の背に乗って - A Ride On The Gentle Luminous Dragon
5. この世に二人だけ - Only Two Of Us
6. 夜行 - Night People
7. 歌姫 - Diva

## ライブDVD/BD

### 収録曲
- 全作詞・作曲：中島みゆき、編曲：瀬尾一三

1. この空を飛べたら
2. 地上の星
3. 土用波
4. 銀の龍の背に乗って
5. この世に二人だけ
6. 夜行
7. 歌姫
8. はじめまして（特典映像「バックステージ写真集」）

## 演奏者
- Vocals：中島みゆき

- Drums：Vinnie Colaiuta
- Bass：Neil Stubenhaus
- Keyboards：Jon Gilutin
- Keyboards & Programming：小林信吾
- Lead Guitar：Michael Thompson
- Guitar：Rocket Ritchotte
- Back Up Vocals：Julia, Maxine & Oren Waters
- Tenor Sax：Brandon Fields
- Pedal Steel Guitar：Doug Livingston
- Acoustic Guitar & Back Up Vocal：瀬尾一三
- Contractor & Cello：Suzie Katayama
- Violin：Charlie Bisharat (Concert Master), Berj Garabedian, Armen Garabedian, Peter Kent, Sara Parkins, Alyssa Parks., Mario De Leon, John Wittenberg, Vladimir Polimatidi. Michele Richards
- viola：Bob Becker, Denyse Buffum
- Cello：Larry Corbett

## 映画
セットリスト
- 第1部 プロモーション・ビデオより
  - おだやかな時代
  - 見返り美人
  - 黄砂に吹かれて
  - 空と君のあいだに
  - 囁く雨
  - 愛だけを残せ
  - 一期一会

- 第2部 中島みゆきライヴより
  - この空を飛べたら
  - 地上の星
  - 土用波
  - 銀の龍の背に乗って
  - この世に二人だけ
  - 夜行
  - 歌姫

- 第3部 新規映像
  - 恩知らず (PV)
  - 時代 -ライヴ2010〜11-